# 放射強制力

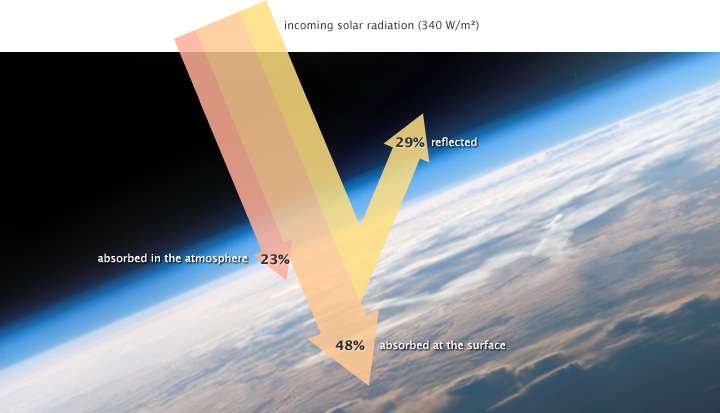
地球は、入射する太陽放射から、地球全体で年間平均約340W/m^{2}というほぼ一定のエネルギー受け取っている。

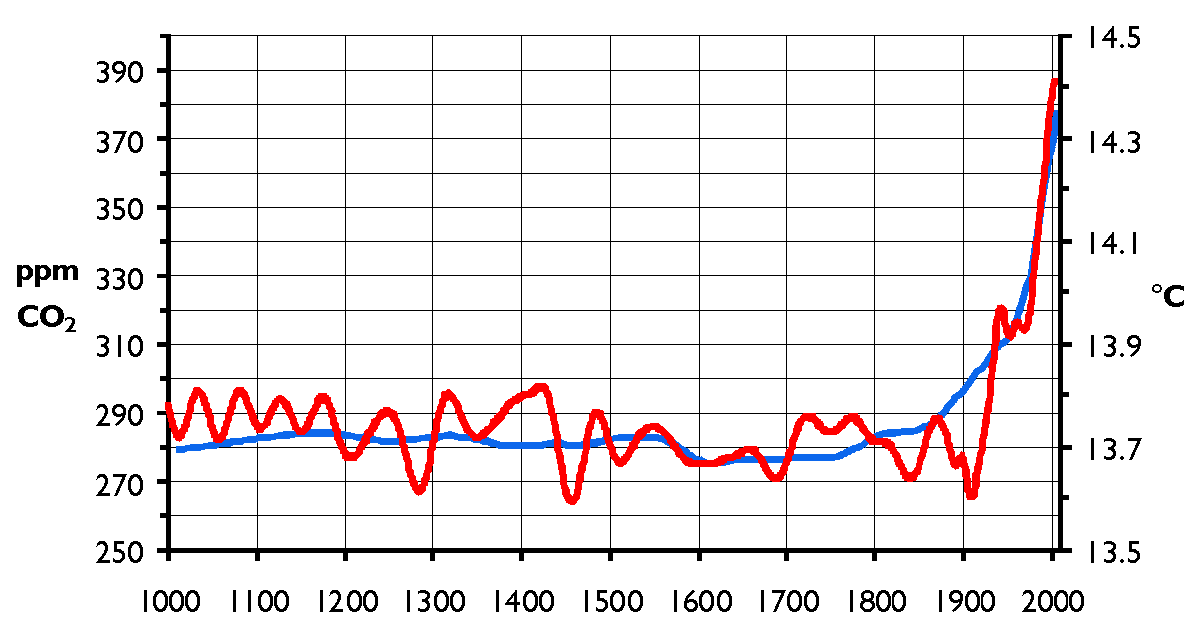
1750年から2005年の間に、地球に+1.66W/m^{2}の放射強制力をもたらしたとされる二酸化炭素の濃度変化。（比較のため気温変化も掲載）

放射強制力（ほうしゃきょうせいりょく、英語: radiative forcing）とは、気候学における用語で、地球に出入りするエネルギーが地球の気候に対して持つ放射の大きさのこと。正の放射強制力は温暖化、負の放射強制力は寒冷化を起こす。

## 放射強制力とは

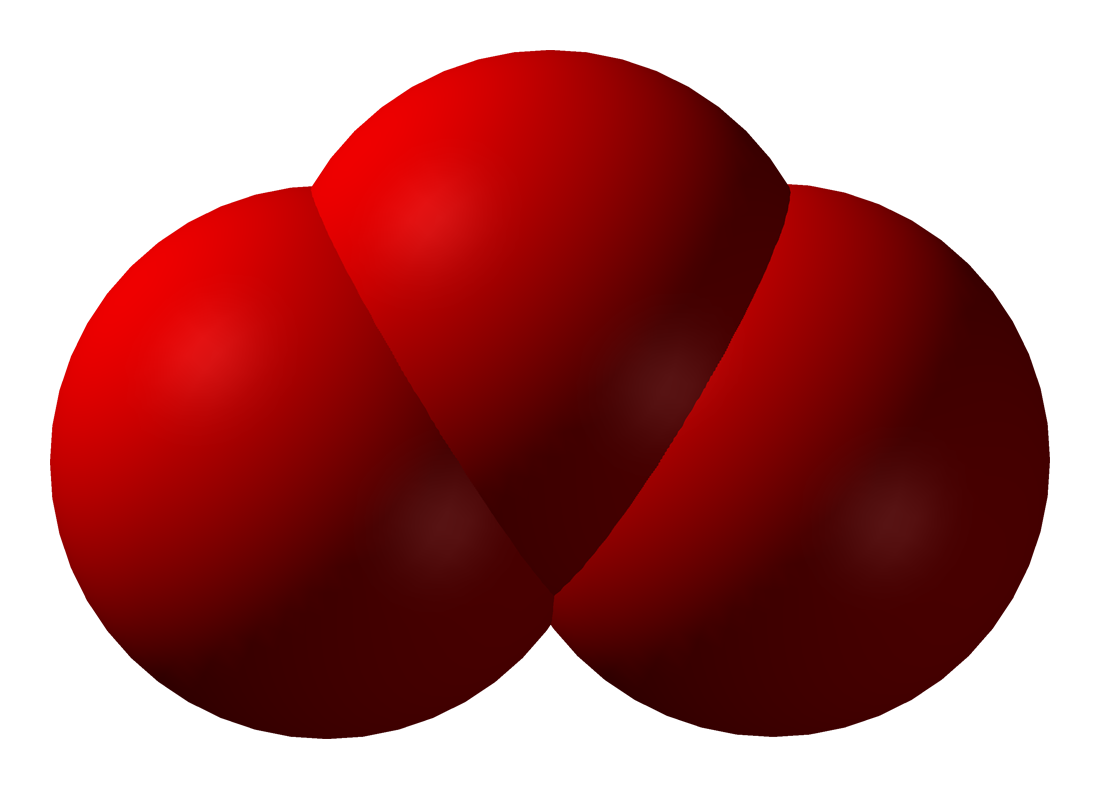
対流圏では正の放射強制力、成層圏では負の放射強制力をもたらすとされるオゾンの分子模型

1750年から2005年の間における、各要素の放射強制力(2007年、IPCC第4次評価報告書による)

地球の気候を左右する気候因子のうち、地球の気候システムによるものを除いた、太陽放射や温室効果などを外部因子という。この外部因子にはそれぞれ、光を吸収しやすい、光を反射しやすい、熱を吸収しやすい、熱を放出しやすいなどの性質があり、大気や地面・海洋が蓄える熱量を左右し、気温や海水温に影響を与える。
気候変動に関する政府間パネル（IPCC）は1994年の第1次評価報告書で、「対流圏の上端（圏界面）における平均的な正味の放射の変化」を放射強制力と定義し、現在もこの定義が使われている。つまり、気温が一定に保たれている状態（IPCCの予測では1750年）を基準として、地球から宇宙への放射によって地球が持つエネルギーを減らす（気温を下げる）外部因子を負の放射強制力、宇宙から地球への放射によって地球が持つエネルギーを増やす（気温を上げる）外部因子を正の放射強制力という。
IPCC第4次評価報告書によれば、放射強制力は、対流圏での循環バランスが取れた状態を初期状態とし、これに何らかの原因によってずれが生じたとき、成層圏の気温の変化を考慮したうえで、再び対流圏での循環バランスが取れるようになるまでに変わる放射の量として計算される。
例を挙げて言えば、バランスの取れた普通の気候が続いている中で、突然一酸化二窒素の濃度が2倍になったとする。すると、気温が上昇して大気の循環が乱れる（実際にはさらに複雑な変化が起きるが、ここでは単に「大気の循環が乱れる」とする）。この乱れは時間をかけてバランスの取れた気候へとなっていくが、バランスの取れた気候となったとき、対流圏の上端では以前に比べて放射の量が増えている。この増えた量が放射強制力となる。このとき、成層圏の気温の変化を考慮しなかった場合は瞬間的放射強制力と呼び区別される。ちなみに、気温が上昇している段階では地球に入るエネルギーが出るエネルギーを上回っているが、バランスの取れた気候となった時点で両者は均衡する。この過程については温室効果を参照のこと。
研究の進行や気候モデルの発達により、報告書ごとに少なくとも人為起源の放射強制力については、数値の信頼性は高まっているとされている。IPCC第4次評価報告書では、「1750 年以降の人間活動は、世界平均すると温暖化の効果を持ち、その放射強制力は+1.6[+0.6～2.4]Wm-2 であるとの結論の信頼性はかなり高い」とされている。
注：Wm-2はW/m2と同義。

## 問題点
ただ、このIPCCの定義やこの定義に基づいて推定される放射強制力の数値には、不確実性があるとされる。その根拠の1つが、大気中の水の影響を取り除いているということである。IPCCの報告書では、大気中の水（水蒸気、雲、降水）は二次的なフィードバック機構に過ぎないため対流圏中での熱の再分配を引き起こすだけであり、放射強制力には含めないとしている。しかし、産業革命以前の「気温が一定に保たれている状態」においても現在においても、地球の気温を高く保っている温室効果の主因は、大気中の水とされており（約8割～9割）、大気中の水による熱の移動については現在もよく解明されていない部分が多い。しかも、人為的な温室効果ガスの排出が少ない産業革命以前にも気温は変動している（過去の気温変化参照）。
他の根拠としては、科学的理解の水準が低いものが重要な放射強制力を持っている可能性がある、ということである。太陽放射、太陽以外の宇宙からの放射、地球内部の活動などについては分かっていない点が多く、太陽活動や地球内部の変化による地球への宇宙線量の増減なども放射強制力である可能性が指摘されている。
また、気候は常に変動するものであり、定常的な変化ではなく不規則に変化するカオス（非線形）である気候を、平均的な状態を基準として以後の変化を捉えようとする考え方自体が、科学的にあまり適切ではないという考え方もある。しかし、地球温暖化によって将来人類に起こり得る事象を予測するには、線形の事象を対象とするコンピュータを使用しなければならない部分があり、ある程度は仕方が無いことだと言える。
例のような放射強制力の値は、あくまで1750年の状態と2005年の状態を比較した結果算出されたものである。それぞれの因子が持つ放射強制力は、気温や湿度などのさまざまな条件によって変わってしまう（正の放射強制力によって気温が上がることも、気温が上がることによって正の放射強制力がもたらされることもあるということ）ため、単純に「気温を1度上昇させるには、○○の放射強制力○○W/m2分が必要」などと表現することはできない。

## さまざまな放射強制力

### 近年の気候変動における変化
IPCC第4次評価報告書による、1750年を基準とする現在の気候に働いている放射強制力の詳細。太字は中位。
| 要素                   | 強制力の数値                           | 変動規模1      | 科学的理解     |
| 人為的な起源のもの     |                                        |                |                |
| 二酸化炭素             | 正(+1.66 W/m2,+1.49 W/m2 ~ +1.83W/m2)  | 地球規模       | 高水準         |
| メタン                 | 正(+0.48 W/m2,+0.43 W/m2 ~ +0.53W/m2)  | 地球規模       | 高水準         |
| 一酸化二窒素           | 正(+0.16 W/m2,+0.14 W/m2 ~ +0.18W/m2)  | 地球規模       | 高水準         |
| ハロカーボン類         | 正(+0.34 W/m2,+0.31 W/m2 ~ +0.37W/m2)  | 地球規模       | 高水準         |
| 対流圏オゾン           | 正(+0.35 W/m2,+0.25 W/m2 ~ +0.65W/m2)  | 大陸～地球規模 | 中程度         |
| 成層圏オゾン           | 負(-0.05 W/m2,-0.15 W/m2 ~ +0.05W/m2)  | 大陸～地球規模 | 中程度         |
| メタン起源の水蒸気     | 正(+0.07W/m2,+0.02 W/m2 ~ +0.12 W/m2)  | 地球規模       | 低水準         |
| 雪上のすす             | 正(+0.1 W/m2,0.0 W/m2 ~ +0.2 W/m2)     | 大陸～地球規模 | 中程度～低水準 |
| 土地利用               | 負(-0.2 W/m2,-0.4 W/m2 ~ 0.0 W/m2)     | 大陸～地球規模 | 中程度～低水準 |
| エアロゾルの直接的効果 | 負(-0.5 W/m2,-0.9 W/m2 ~ -0.1 W/m2)    | 大陸～地球規模 | 中程度～低水準 |
| 雲のアルベド           | 負(-0.7 W/m2,-1.8 W/m2 ~ -0.3 W/m2)    | 大陸～地球規模 | 低水準         |
| 飛行機雲               | 正(+0.01 W/m2,+0.003W/m2 ~ +0.03 W/m2) | 大陸規模       | 低水準         |
| 自然起源のもの         |                                        |                |                |
| 太陽放射               | 正(+0.12 W/m2,+0.06 W/m2 ~ +0.30 W/m2) | 地球規模       | 低水準         |

注1:気象庁要約における、放射強制力の典型的な地理的範囲（空間的広がり）にあたる部分。
その他、放射強制力をもたらす可能性があるとされているものは以下のとおり。
- 地球磁場の変化
- 宇宙線量の変化
- 海洋表面のアルベド
- 地熱
- 潮汐
- 大気潮汐
- 軌道要素の変化
- 核爆発による熱

### 主な要素と放射強制力の算出
いくつかの温室効果ガスについては、濃度変化と放射強制力変化の関係式が示されている。{\displaystyle \Delta F}が放射強制力 (W/m2) にあたる。
Cは二酸化炭素の濃度 (ppm)、Mはメタンの濃度 (ppb)、Nは一酸化二窒素の濃度 (ppb)、Xはそれぞれのフロンガスの濃度 (ppb)。Cは変化後の濃度、C0は変化前の濃度であり、ほかの気体でも同様である。
二酸化炭素(CO2)
IPCC (1990)およびMyhre et al. (1998)によれば
{\displaystyle \Delta F=5.35\times \ln \left({\frac {C}{C_{0}}}\right)}
Shi (1992)によれば
{\displaystyle \Delta F=4.841\times \ln \left({\frac {C}{C_{0}}}\right)+0.0906\times ({\sqrt {C}}-{\sqrt {C_{0}}})}
WMO (1999)およびHansen et al. (1988)によれば
{\displaystyle \Delta F=3.35\times (g{C}-g{C_{0}})}
ただし、{\displaystyle g(C)=\ln(1+1.2C+0.005C^{2}+1.4\times 10^{-6}C^{3})}
メタン(CH4)
{\displaystyle \Delta F=0.036\times ({\sqrt {M}}-{\sqrt {M_{0}}})-\left\{f(M,N_{0})-f(M_{0},N_{0})\right\}}
ただし、メタンと一酸化二窒素については、{\displaystyle f(M,N)=0.47\ln \left\{1+2.01\times 10^{-5}\times (MN)^{0.75}+5.31\times 10^{-15}\times M(MN)^{1.52}\right\}}とする。
一酸化二窒素(N2O)
{\displaystyle \Delta F=0.12\times ({\sqrt {N}}-{\sqrt {N_{0}}})-\left\{f(M_{0},N)-f(M_{0},N_{0})\right\}}
CFC-11a
{\displaystyle \Delta F=0.25\times (X-X_{0})}
CFC-12
{\displaystyle \Delta F=0.32\times (X-X_{0})}
例えば、地球大気中の二酸化炭素の平均濃度が300 ppmから400 ppmに上昇した場合、IPCC (1990)および Myhre et al. (1998)の式から求めると、
{\displaystyle {\begin{aligned}\Delta F&=5.35\times \ln \left({\frac {C}{C_{0}}}\right)\\&=5.35\times \ln \left({\frac {400}{300}}\right)\\&=1.539099\ldots \\\end{aligned}}}
となり、約1.54 W/m2の正の放射強制力が生まれる、と求められる。